# Saint-Junien
Saint-Junien is een gemeente in het Franse departement Haute-Vienne (regio Nouvelle-Aquitaine). De plaats maakt deel uit van het arrondissement Rochechouart. Saint-Junien telde op 1 januari 2022 11.382 inwoners.
De gemeente is bekend voor haar productie van leren handschoenen. Ook is er productie van papier en karton.
Om de zeven jaar worden in de gemeente Ostensions gehouden, een religieuze en historische processie. Hierin worden de relieken van de plaatselijke heiligen rondgedragen maar is er ook een optocht in historische kostuums.

## Geschiedenis
Aan het einde van de 5e eeuw leefde hier een kluizenaar Amandus aan de oever van de Vienne. Na zijn dood in 500 werd hij opgevolgd door zijn leerling Junianus. Na diens dood in 540 liet bisschop Rorice II van Limoges een kapel bouwen waar beide heiligen konden worden vereerd. Hieruit ontstond de Abdij Saint-Amand, die lag op een rotsachtige verhoging boven de samenvloeiing van de Glane en de Vienne. Deze plaats droeg de naam Comodoliac.
Tussen de 8e en 9e eeuw werden rond de abdij de kastelen Morand, Rochebrune en Le Châtelard opgericht om de abdij te beschermen. Toch werd deze geplunderd en vernield door de Vikingen. De abdij werd heropgebouwd en werd geseculariseerd. Dit leidde rond het jaar 1000 tot het ontstaan van de stad rond de kapittelkerk Saint-Junien. Vanaf 1100 begon die stad de naam Saint-Junien te dragen. In de 12e eeuw werd de stad beschermd met een stadsmuur met hierin vier poorten: Porte du pont levis, Porte du cimetière, Porte de la voie du pont en Porte Saler. In de loop van de 13e eeuw groeide de stad snel en er ontstonden wijken buiten de muren: Faubourg Pont-Levis, Faubourg Saler en Faubourg Notre-Dame. Al in de middeleeuwen was de stad bekend voor haar ledernijverheid en de productie van handschoenen. In 16e eeuw kwam er papierindustrie in de gemeente dankzij watermolens op de Glane en de Vienne.
Tussen 1761 en 1774 werden de stadsmuren geslecht en de grachten rond de stad werden gedempt. Twee torens van de stadsomwalling bleven gespaard: de Tour du Bourreau en de Tour du Bœuf.
Na de Franse Revolutie, bij de vorming van de departementen, ontspon zich een strijd tussen Rochechouart en Saint-Junien. Beide steden wilden hoofdplaats worden van een district. In een compromis werd Saint-Junien de hoofdplaats van het district, maar kreeg Rochechouart de bijhorende rechtbank toegewezen. Later werd Rochechouart alsnog de onderprefectuur van het arrondissement (de opvolger van het district). In de 19e eeuw industrialiseerde de productie van leren handschoenen en papier en karton. Na een crisis in de papiersector in 1895 werden in 1898 de fabrieken gegroepeerd in de Société Générale des Papeteries du Limousin. In de jaren 1970 verhuisde een deel van de papierproductie naar Saillat-sur-Vienne. In 1902 werd in de gemeente de vakbond Union syndicale ouvrière opgericht.
In 1969 werd de voormalige abdij aangekocht door de gemeente en kwam er een jeugdherberg. De abdijgebouwen werden in 1987 beschermd als historisch monument en werden vanaf 1995 gerestaureerd.

## Bezienswaardigheden

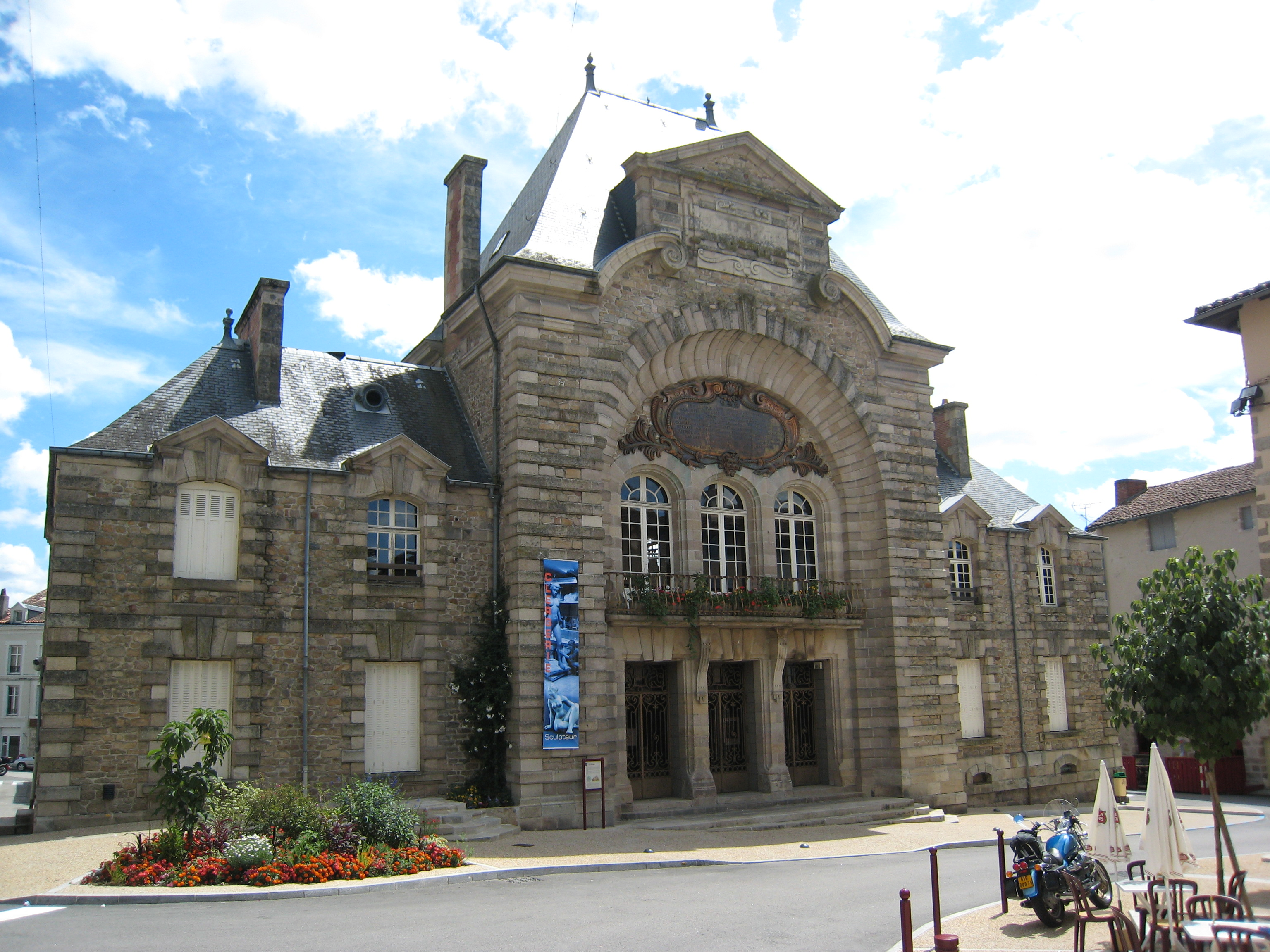
Feestzaal van Saint-Junien
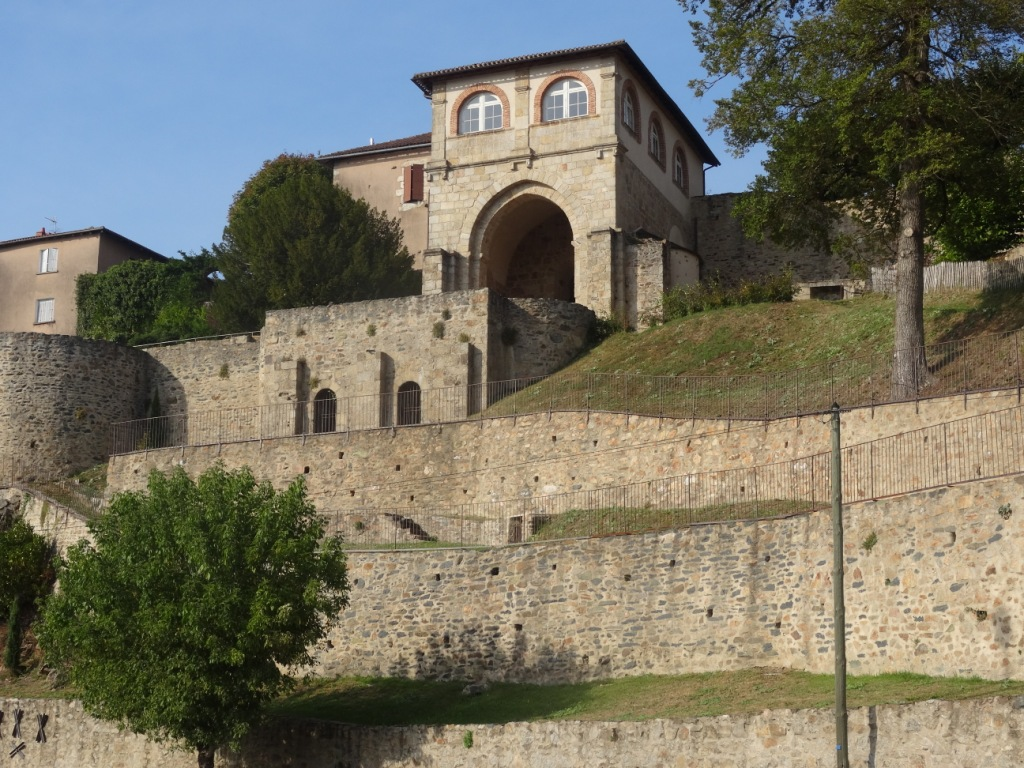
Abdij van St. Amand
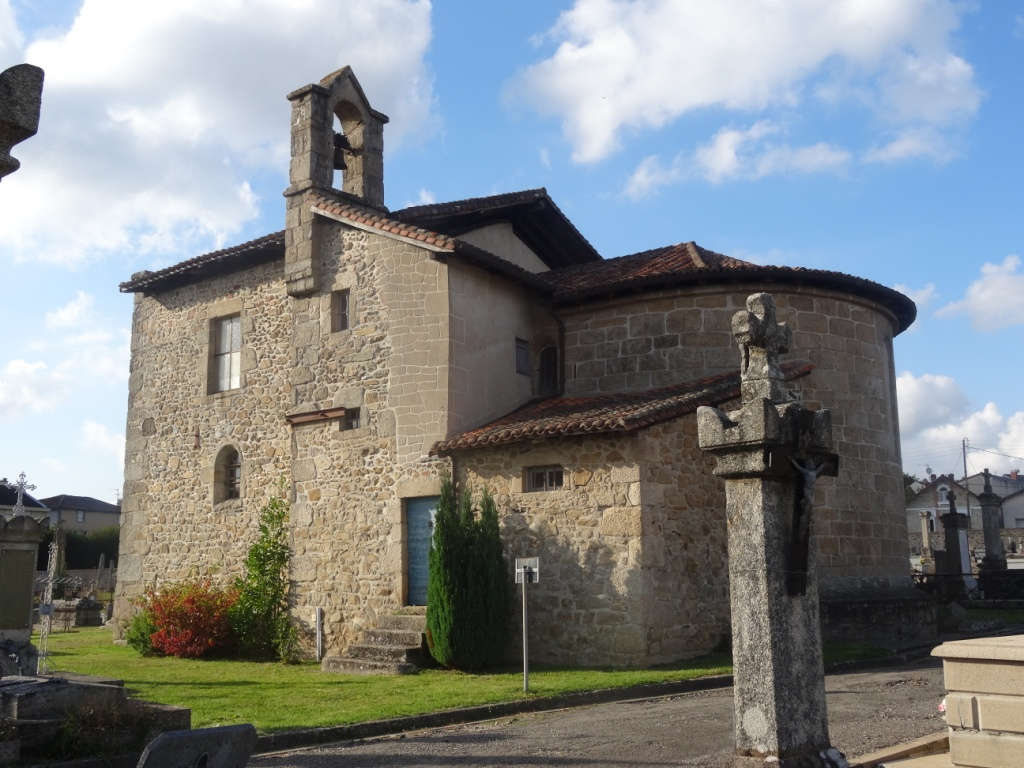
Kapel op de begraafplaats van Saint-Junien
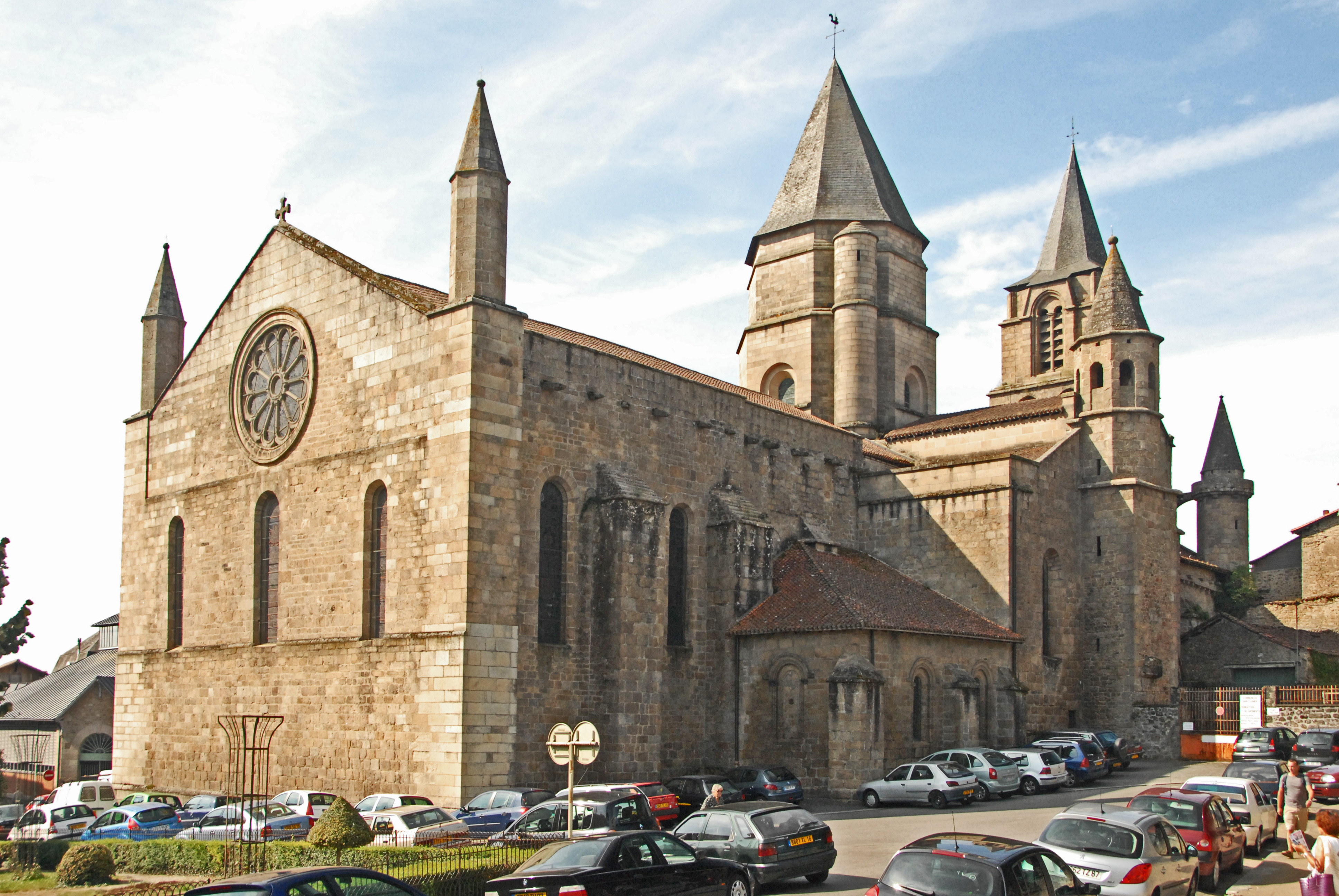
Kerk van Saint-Junien
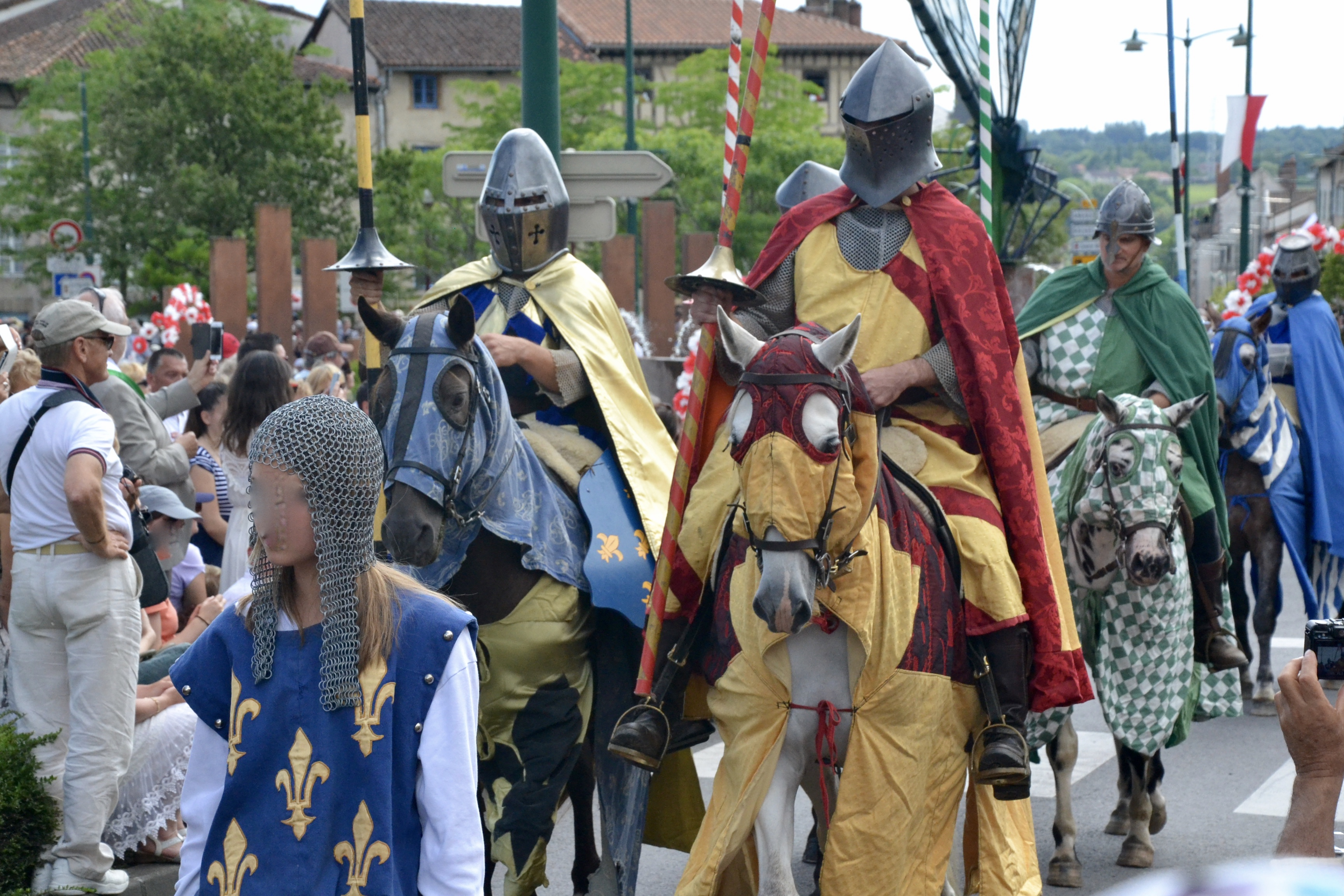
Ostensions (2016)

## Geografie
De oppervlakte van Saint-Junien bedroeg op 1 januari 2022 56,82 vierkante kilometer; de bevolkingsdichtheid was toen 200,3 inwoners per km². De gemeente ligt aan de samenvloeiing van de Glane en de Vienne.
De onderstaande kaart toont de ligging van Saint-Junien met de belangrijkste infrastructuur en aangrenzende gemeenten.

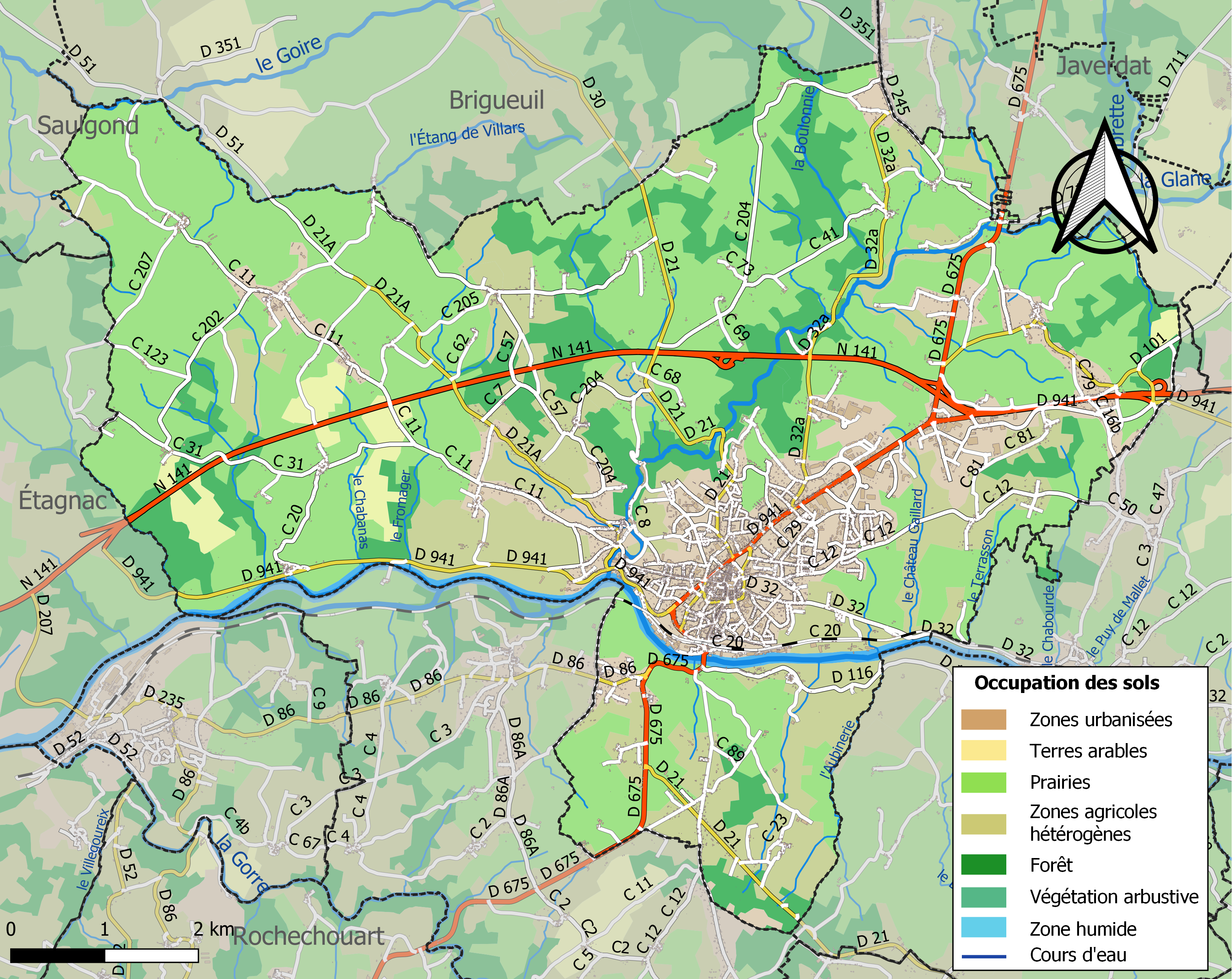

## Verkeer en vervoer
In de gemeente ligt spoorwegstation Saint-Junien.

## Demografie
Onderstaande figuur toont het verloop van het inwonertal (bron: INSEE-tellingen).

## Stedenband
- Charleroi (België) - samenwerking met Jumet